# Cère (fiume)
La Cère /sɛːʁ/ è un fiume della Francia centro-meridionale, affluente di sponda sinistra della Dordogna. Lungo 120,4 chilometri,si snoda tra i dipartimenti del Cantal, della Corrèze e del Lot.

## Idronimia
L'idronimo Cère ha una radice pre-indo-europea ser designante un'altura dalla quale scorre il corso d'acqua.
Alla denominazione del corso d'acqua è legata anche una leggenda. Una piccola ninfa avrebbe permesso a Cerere, la dea delle messi, di ritrovare la figlia rapita e portata negli inferi da Plutone. Così, quando questa ninfa si vide minacciata da Apollo, Cerere sarebbe venuta in suo soccorso trasformandola in fiume, che in sua memoria venne chiamato la "Cère".

## Principali città attraversate per dipartimento
La Cère attraversa tre dipartimenti:
Cantal
Saint-Jacques-des-Blats, Thiézac, Vic-sur-Cère, Polminhac, Arpajon-sur-Cère, Saint-Étienne-Cantalès, Laroquebrou
Corrèze
Camps-Saint-Mathurin-Léobazel
Lot
Laval-de-Cère, Bretenoux, Biars-sur-Cère, Prudhomat